# 名取川左岸幹線下水管橋

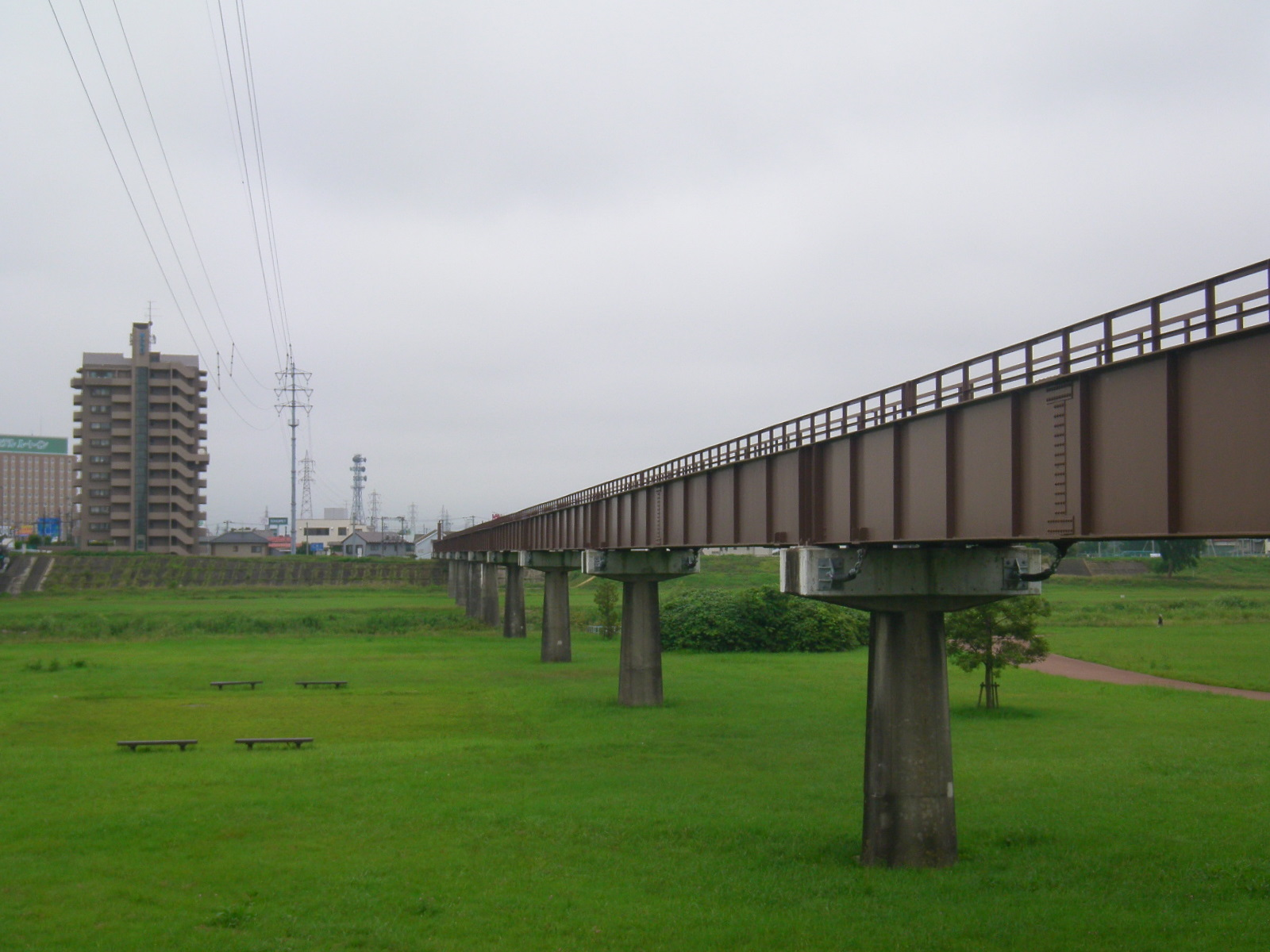
広瀬川左岸から見た橋

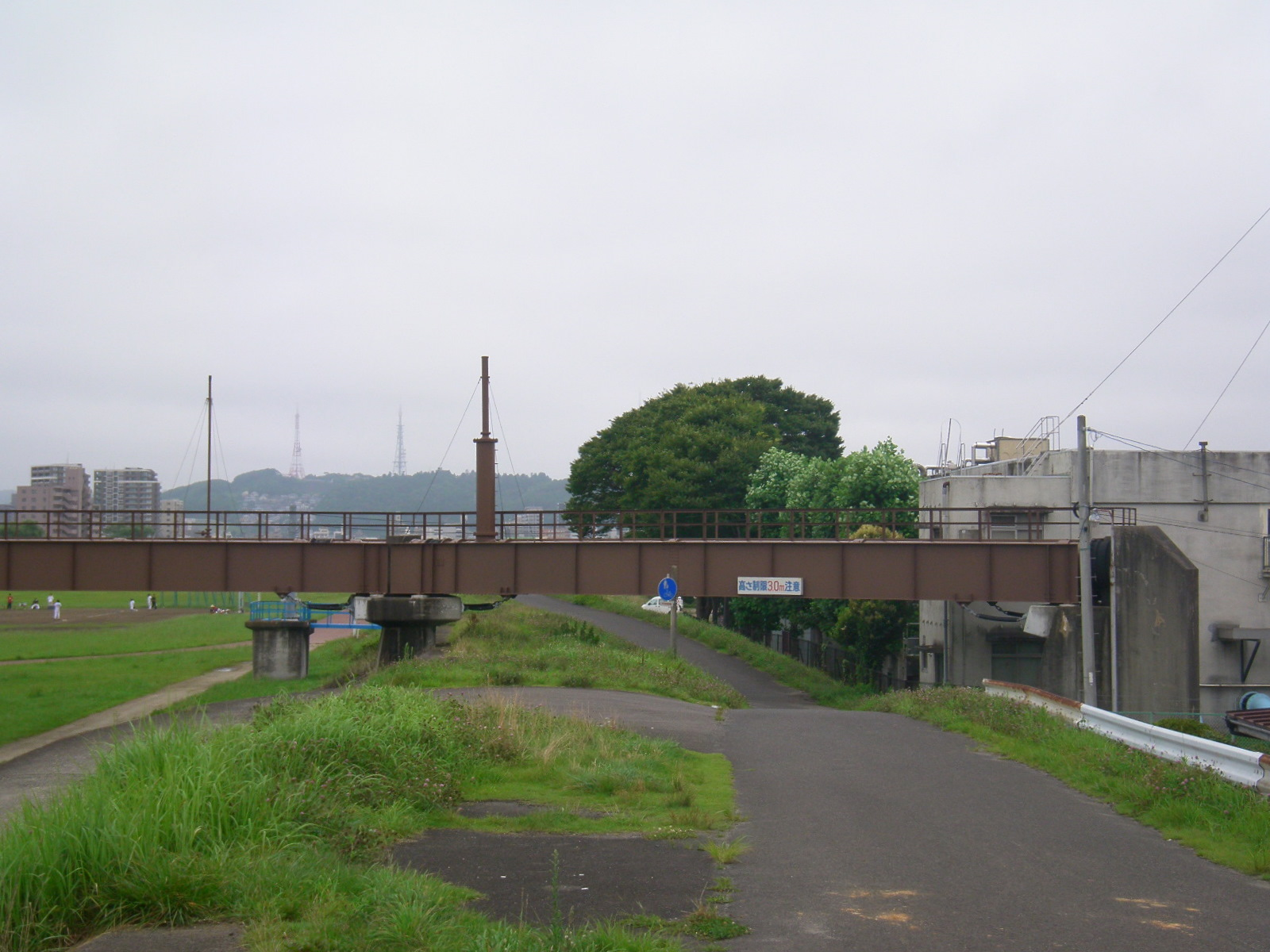
右の五ツ谷ポンプ場に入る

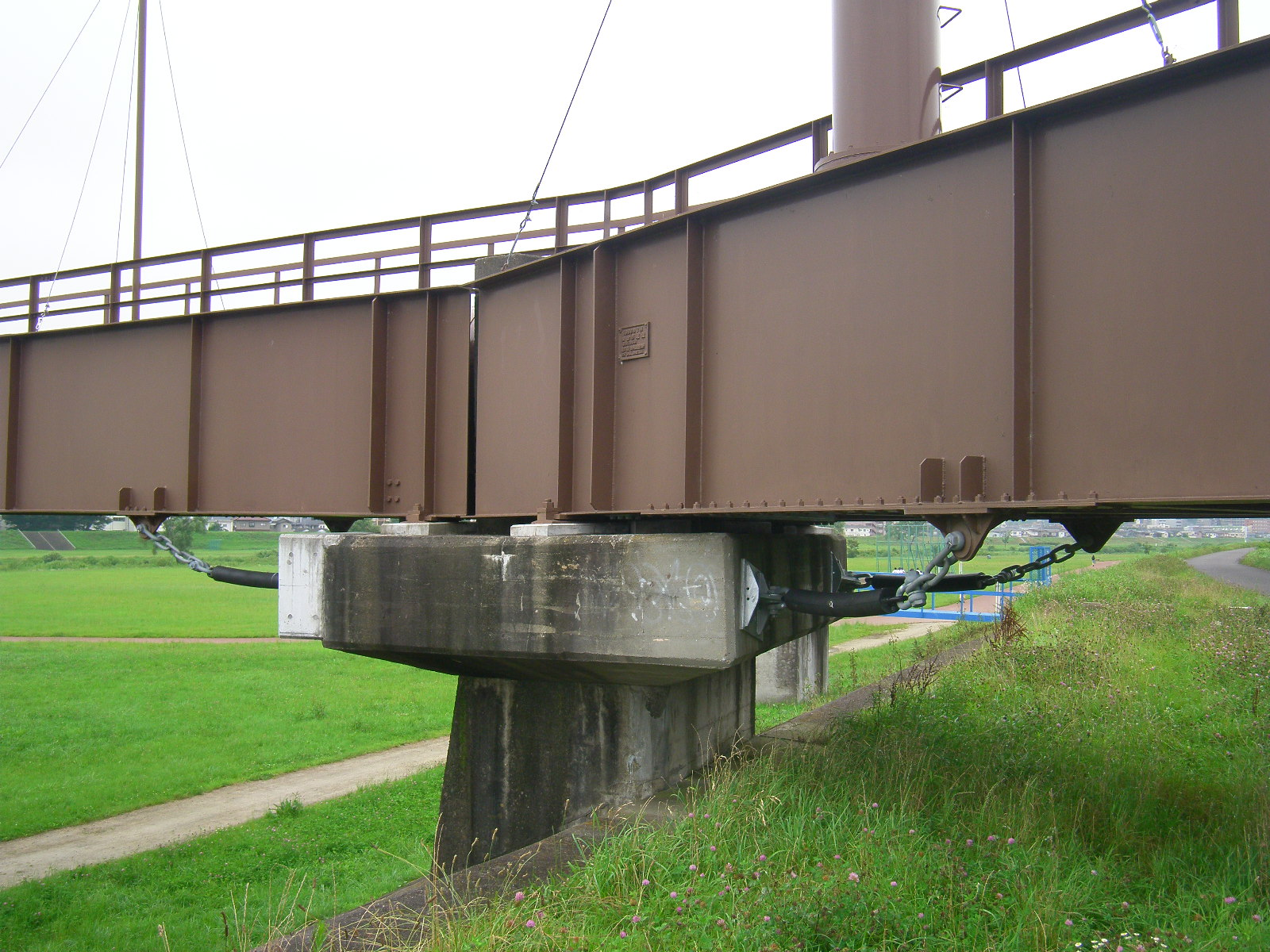
橋脚（いずれも2009年8月）

名取川左岸幹線下水管橋（なとりがわさがんかんせんげすいかんきょう）は、日本の宮城県仙台市にあり、広瀬川にかかる橋のひとつである。南が太白区郡山4丁目、北が若林区若林4丁目にあたる。名取川左岸幹線という下水管を通す桁橋で、名取川にかかる橋ではない。

## 概要
広瀬川右岸側（南側）の汚水を集めて左岸側に渡す橋である。橋を通る名取川左岸幹線の汚水は南方にある郡山ポンプ場で吸い出されたもので、対岸の堤防の脇にある五ツ谷ポンプ場で河原町や若林から出た汚水と合流し、さらに北に向かう。位置は広瀬川の下流で、仙台バイパスを通す千代大橋の川上に並んで架かる。

## 建設の背景
仙台市は、第2次世界大戦後に急速に進んだ市内河川・水路の汚染対策、および従来の汲み取り式し尿処理の限界を見越して、1957年（昭和32年）に下水処理場の建設と本格的な下水道整備の計画を策定した。計画では、海岸近くに南蒲生下水処理場を置き、市内から集めた汚水を送り込んで浄化する。市の中心から見て広瀬川の対岸になる地区の汚水は、愛宕山ポンプ場から郡山ポンプ場を経由する長町幹線（後に名取川左岸幹線と改称）に送り、下水管橋で北に渡す。それが今の名取川左岸幹線下水管橋である。